# Skimo
Skimo es una serie de televisión de comedia situacional mexicana, producida por Macías Group para la señal latinoamericana de Nickelodeon. Fue estrenada oficialmente el 15 de mayo de 2006 en Latinoamérica por el canal Nickelodeon. Fue la primera producción original de Nickelodeon (Latinoamérica). Días después fue estrenado en México por el Canal 5 de Televisa.

## Argumento
La serie aborda la historia de Fito y Tavo, dos chicos de secundaria que se consideran los más cool del barrio (o eso es lo que admite Fito), y se conocieron en el patio de la escuela hablando de historietas y videojuegos. Juntos deciden abrir su propio negocio, al que llamarían Skimo. Pero como no tenían espacio ni dinero, acudieron a Don Filemón a quien hacen lo imposible para pagar la renta a tiempo. Además de lidiar constantemente con la envidia competitiva de las malvadas gemelas Nora y Nori. Todo esto traerá un sinfín de situaciones muy cómicas.
La torpeza de Fito, la ingenuidad de Tavo, el esfuerzo para tener el negocio más atractivo del barrio y los obstáculos menos pensados son el ingrediente principal para el nuevo plato fuerte que sirve de episodios en media hora.

## Elenco y personajes
| Interpretado por       | Personaje                 | Temporada   | Temporada   | Temporada   | Temporada   |
| Interpretado por       | Personaje                 | 1           | 2           | 3           | 4           |
| Principales            | Principales               | Principales | Principales | Principales | Principales |
| ---------------------- | ------------------------- | ----------- | ----------- | ----------- | ----------- |
| Daniel Tovar           | Fito Rey Pérez            | Principal   | Principal   | Principal   | Principal   |
| Miguel Santa Rita      | Tavo Bonachón             | Principal   | Principal   | Principal   | Principal   |
| Tatiana Martínez       | Úrsula Villaseñor Pereyra | Principal   | Principal   | Principal   | Principal   |
| Alejandra Vázquez-Haro | Nora Fernández            | Principal   | Principal   | Principal   | Principal   |
| Avelina Vázquez-Haro   | Nori Fernández            | Principal   | Principal   | Principal   | Principal   |
| Oswaldo Ibarra         | Mucho Mucho               | Principal   | Principal   | Principal   | Principal   |
| Claudia Bollat         | Fátima Negrete            | Principal   | Principal   | Principal   | Principal   |
| Paul Cortinas          | Shi                       | Principal   | Principal   | Principal   | Principal   |
| Pedro Romo             | Don Filemón Guardia Gómez | Principal   | Principal   | Recurrente  | Recurrente  |
| Karen Sándoval         | Cris Long                 |             |             | Recurrente  | Recurrente  |
| Angélica Villa         | Deyanira                  |             |             | Recurrente  | Recurrente  |

## Invitados
Entre los famosos que han aparecido en la serie están:
- Motel
- María Antonieta de las Nieves
- Rosita Bouchot
- Kalimba
- Kudai
- Reik
- RBD
- Gerardo Reyero
- Pablo Valentín
- Rogelio Guerra
- Alex Perea

## Episodios
| Temporada | Temporada | Episodios | Emisión original         | Emisión original        |
| Temporada | Temporada | Episodios | Inicio                   | Final                   |
| --------- | --------- | --------- | ------------------------ | ----------------------- |
|           | 1         | 14        | 15 de mayo de 2006       | 21 de agosto de 2006    |
|           | 2         | 14        | 16 de octubre de 2006    | 12 de febrero de 2007   |
|           | 3         | 14        | 23 de abril de 2007      | 30 de julio de 2007     |
|           | 4         | 9         | 30 de septiembre de 2007 | 23 de noviembre de 2007 |